# Павла Корнелия
Павла Корнелия (лат. Paulla Cornelia; по одной из гипотез, II век до н. э.) — римская матрона, предположительно жена Гнея Корнелия Сципиона Гиспалла.

## Биография
Имя Павлы Корнелии известно благодаря найденному в гробнице Сципионов фрагменту крышки саркофага с надписью Paulla Cornelia Gn. f. Hispalli. Исходя из текста, антиковеды сделали вывод, что эта женщина — жена патриция Гнея Корнелия Сципиона Гиспалла, консула 176 года до н. э., и мать Гнея Корнелия Сципиона Испанского. Её отец, ещё один Гней Корнелий, — это либо Лентул, консул 201 года до н. э., либо Долабелла, царь священнодействий. Однако некоторые учёные, обращая внимание на материал, из которого сделан саркофаг, и орфографию в надписи, предполагают, что речь должна идти не о II веке до н. э., а о более поздней эпохе. В этом случае нет материала даже для гипотез о личностях отца и мужа Павлы Корнелии.